# Casa de Lava
Casa de Lava é um filme de drama, com elementos etnográficos, de 1994. Esta co-produção europeia (entre Portugal, França e Alemanha) é realizada e escrita por Pedro Costa e produzida por Paulo Branco. A longa-metragem é protagonizada por Mariana (interpretada por Inês de Medeiros) uma enfermeira portuguesa que parte para a Ilha do Fogo (Cabo Verde) para acompanhar Leão (Isaach de Bankolé), um operário imigrante em coma na sequência de um acidente de trabalho em Lisboa. Costa descreveu o filme como uma intenção de remake de I Walked with a Zombie (1943), de Jacques Tourneur.
Casa de Lava foi apresentado na secção Un certain regard no Festival de Cannes, a 5 de maio de 1994. Em Portugal, estreou comercialmente a 10 de fevereiro e em França, a 15 de março de 1995.

## Sinopse
No início é o ruído, o desespero e o abuso. Esta é uma história de dor e de sangue vivida por "zombies" e outros "seres amaldiçoados". Mariana, uma enfermeira do Hospital de Santa Maria, quer sair desse seu inferno. Estende a mão a um homem em coma, meio morto, a quem chamam Leão. Leão é um trabalhador imigrante, natural de Chã das Caldeiras (Cabo Verde).
Mariana, plena de vida, pensa que talvez possam escapar juntos do inferno. A dedicada enfermeira portuguesa faz uma viagem apenas para se encontrar perdida num drama abstrato. Ao aterrar na Ilha do Fogo, descobre que quem pagou para que se levasse Leão para seu país não aparece para o buscar, deixando a enfermeira na situação de responsável pelo doente, até que algum parente surja. Leva-o para um hospital muito precário. Enquanto espera que o seu paciente recupere a consciência, perde-se no meio da paisagem vulcânica do Fogo, onde toda a vida (animal, vegetal ou mineral) foi coberta por um lençol de cinzas. Mariana acredita que pode trazer o homem morto para o mundo dos vivos. Sete dias e sete noites mais tarde percebe que estava enganada. Trouxe um homem vivo para o meio dos mortos. A enfermeira é enganada pelos residentes locais, incluindo um velho violinista aforístico pai de muitos filhos, uma mulher caucasiana expatriada que agora fala apenas crioulo cabo-verdiano e o seu solitário filho adulto.

## Elenco
- Inês de Medeiros, como Mariana.[8]
- Isaach de Bankolé, como Leão.
- Édith Scob, como Edite.
- Pedro Hestnes, como Filho de Edite.
- Sandra do Canto Brandão, como Tina.
- Cristiano Andrade Alves, como Tano.
- Raúl Andrade, como Bassoé.
- João Medina, como Dr. Medina

### Elenco adicional
- Alina Montrond, como Alina.
- Amália Tavares, como Cozinheira do Tarrafal.
- António Andrade, como Kilim.
- António Lopes, como Betinho.
- Clotilde Montron, como Rapariga do mercado.
- Daniel Andrade, como Nhelas.
- João Gomes de Pina, como Bassore.
- Manuel Andrade, como Tcheka.
- Monica Calle, como Enfermeira em Lisboa.
- Sidónio Pais, como Sidónio Pais da Amadora.

### Participação especial
- Isabel de Castro, como Mulher.
- Luís Miguel Cintra, como Médico.[9]

## Equipa técnica
- Direção e argumento: Pedro Costa[9]
- Produtor: Paulo Branco
- Fotografia: Emmanuel Machuel (AFC)
- Montagem: Dominique Auvray
- Som: Henri Maikoff
- Edição de som: Jean Dubreuil
- Música: Raúl Andrade, Travadinha, Finaçon, Prince Nico M’Barka, Paul Hindemith

## Produção
Casa de Lava é uma longa-metragem de 1994 entre Portugal, França e Alemanha, com a produção da Madragoa Filmes, coprodução da Gemini Films e Pandora Film (por Karl Baumgartner) e participação financeira do Instituto português da arte cinematográfica e audiovisual, RTP, Ministére de la culture et de la francophonie, bem como do European script fund.

### Caderno de Pedro Costa
Segundo a Cinemateca Portuguesa, o projeto de Casa de Lava foi concebido enquanto um trabalho de estudo, em termos estilísticos e de complexidades narrativas quer visuais quer linguísticas. Em vez de se focar em escrever um guião, no decurso da preparação da produção de Casa de Lava, Costa compilou imagens que viu, textos que leu, as suas inúmeras ideias e gravuras num álbum de recortes. Entre esses recortes estavam pinturas, stills de filmes, cartas, artigos de jornais, rabiscos, citações de romances, postais, falas de diálogo e instantâneos. Esta compilação num caderno quadriculado verde tornou-se um registro visual do pensamento de Costa.
Costa  perdeu a motivação para seguir a narrativa predefinida e decidiu abandonar completamente o guião existente a meio das filmagens, em prol do seu caderno. O realizador admitiu que "foi mais ou menos a partir daí que percebi que a retórica do cinema não era para mim. Nem o eram as obrigações sociais, a diplomacia técnica e artística, a mitologia, o fascínio, a pressa, o dinheiro". O caderno acompanhou a equipa durante as filmagens e foi terminado pelo realizador depois do regresso a Lisboa.
O livro, com o título Casa de Lava Scrapbook viria a ser editado em 2011, pela Cinematrix (Tóquio), antes da sua edição definitiva em 2013, pela Pierre von Kleist Editions (Lisboa), com o título Casa de Lava – Caderno de Pedro Costa. Esta é uma reprodução facsimilada fiel do caderno quadriculado original de Costa, coligindo as suas ideias, notas e observações, como um livro de colagens. Uma edição especial em caixa, inclui ainda uma de duas fotografias originais, assinadas e numeradas.

### Rodagem
Apesar de algumas sequências terem sido gravadas em Lisboa, a maior parte do filme foi rodada em Cabo Verde, nomeadamente na Ilha do Fogo e de Santiago (no cemitério do Tarrafal). As histórias coloniais de Cabo Verde e dos emigrantes deslocados seriam fundamentais para os filmes seguintes de Costa, mas o realizador não regressaria para rodar no arquipélago até Vitalina Varela (2019). O período de rodagem de Casa de Lava foi marcado por inúmeros percalços, desde logo ao nível de produção, uma vez que a equipa não tinha luzes ou transporte para o equipamento. A decisão de abandonar o guião despoletou conflitos na equipa, por exemplo, entre Isaach de Bankolé e Pedro Costa, quando o primeiro se irritou ao descobrir que, enquanto ator profissional, teria de simular um coma durante grande parte do filme. A discussão escalou ao ponto de Bankolé ter agredido o realizador. Costa levou a sua intenção avante e, frequentemente, escapava para o centro da vila, com um operador de câmara, um engenheiro de som e os atores, onde gravavam cenas improvisadas com a população local.

### Restauração
Em 2012, a Grasshopper Film levou a cabo uma restauração digital 2K do filme, que revelou nuances no manuseio da cinematografia do solo vulcânico negro de Cabo Verde e dos vários tons de pele dos personagens. Outras cores, como o vermelho do vestido de Mariana e as roupas ocidentalizadas gastas dos cabo-verdianos, assumem uma nova intensidade. A faixa de som mono não contém erros ou chiados discerníveis, e captura com clareza os sons dos ambientes de Cabo Verde e o barulho de rua do Fogo.

## Temas e estética
Grande parte da ação decorre na Ilha de Fogo, sendo que Casa de Lava começa com imagens da erupção daquele vulcão, retiradas do filme A Erupção do Vulcão da Ilha do Fogo (1954), de Orlando Ribeiro. O Pico do Fogo, o vulcão ativo mais alto de Cabo Verde, surge em Casa de Lava como um símbolo da meditação melancólica entre o amor e a solidão. No entanto, a ilha é igualmente caracterizada como se de um campo magnético se tratasse, tão implacável que, no princípio da história, começa por atrair Leão do alto de um andaime. Após a sua longa-metragem de estreia, para Pedro Costa, Casa de Lava representou uma tentativa de "fuga" às convenções de produção e de narração do cinema. Por isso, a protagonista, Mariana, está também em fuga, bem como todos os personagens caboverdianos que se cruzam consigo no Fogo, que sonham partir para Sacavém.
Através da referência ao Tarrafal e da personagem de Edite, viúva de um ex-opositor do Estado Novo, Pedro Costa tenta denunciar a opressão do Salazarismo. Esta personagem revela uma rejeição das suas raízes portuguesas. É a cara de um Portugal colonialista, que se tenta redimir, distribuindo a sua pensão pelos locais, que procuram um futuro próspero, especificamente em Sacavém.

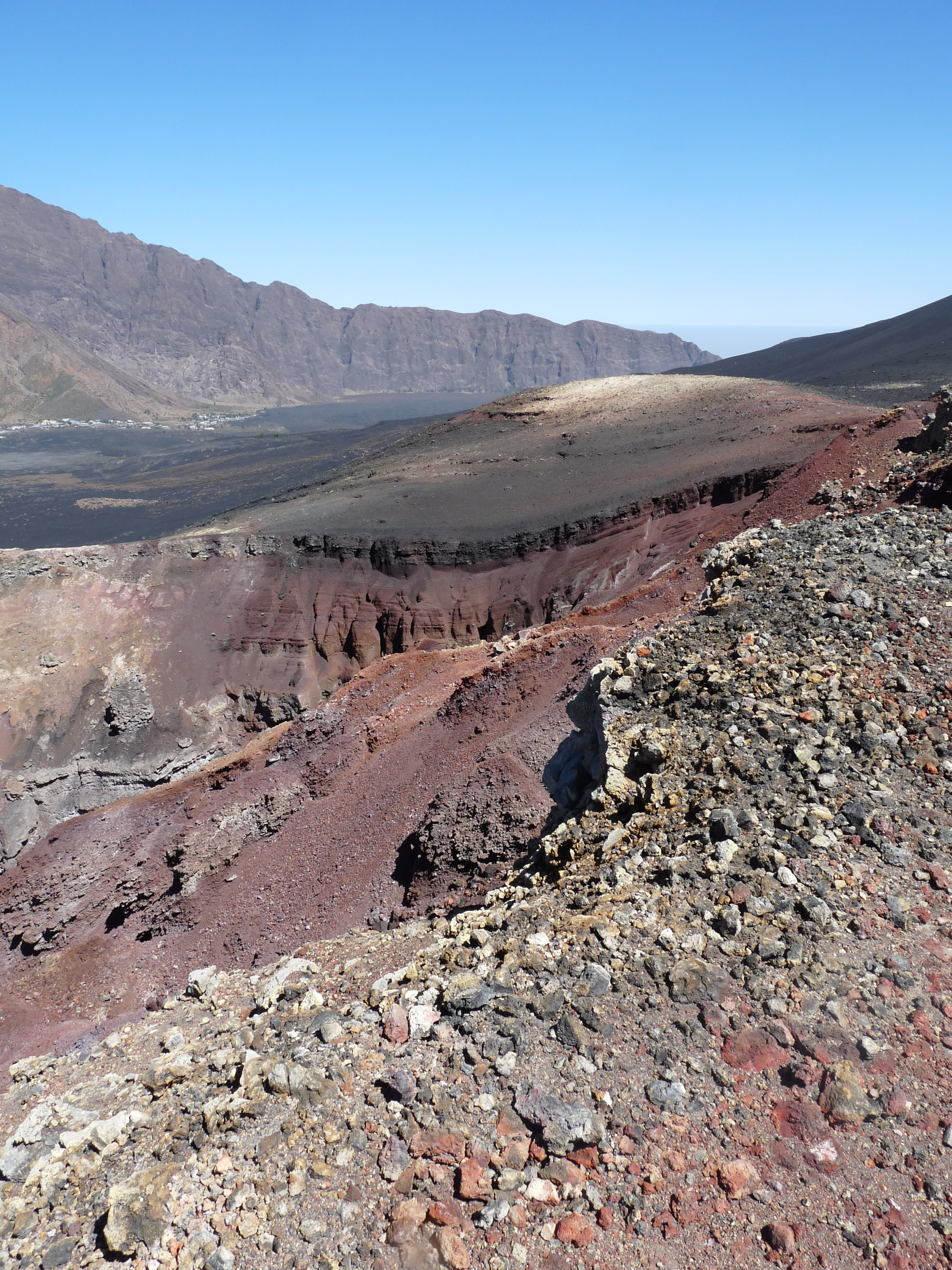
A paisagem vulcânica da Ilha do Fogo é preponderante ao longo de Casa de Lava.

Pedro Costa começou este projeto com a intenção de fazer um remake de de I Walked with a Zombie (1943), de Jacques Tourneur. Embora não tenha refilmado a narrativa, Casa de Lava evoca o seu ambiente e cita o conceito de "ilha dos mortos", um local onde "tudo é que é bom morre, até as estrelas". Deste ponto de vista, o filme evoca também Stromboli, Terra di Dio (1950) de Roberto Rossellini, outro filme onde uma ilha assume características possessivas. Fá-lo, em particular, numa sequência em que Mariana sobe pela encosta do vulcão acima, mas igualmente através das cores vulcânicas de Casa de Lava. De facto, o vestido vermelho de Mariana é uma rutura de cor contra o solo negro da paisagem vulcânica, enaltecendo que a sua mera presença na ilha é uma anormalidade. A enfermeira, não consegue tornar-se nativa, tal como o é Edite, a sua "doppelgänger", uma vez que a função da enfermeira de cuidadora de Leão não lhe oferece um lugar próprio na ilha, muito menos depois de ele acordar do coma. As cores do filme enaltecem também a ideia de que a sua história é protagonizada por "zombies" e outros seres amaldiçoados. O zombie mais evidente é Leão, o operário em coma, mas todos os membros da comunidade local interagem entre si com uma sensação de morte (simbólica e física) que paralisa o tempo e os próprios.
Jonathan Rosenbaum repara que Costa desencoraja a identificação dos espetadores com os personagens filme, desde logo pela sua recusa de filmar plano / contraplano, a forma convencional de Hollywood de atrair a audiência para o espaço dos personagens. Ainda assim, o cinéfilo denota o quão difícil é ser-se indiferente a estes personagens, pelo modo como Costa combina a crença fanática da dupla Jean-Marie Straub e Danièle Huillet de capturar a realidade material, com as influências de Jacques Tourneur e Carl Th. Dreyer de busca de uma essência espiritual nas imagens. Costa fez o filme em um estilo minimalista. Elipses crípticas, precisão cinematográfica, abstrações narrativas e imagens persistentes de pessoas e lugares. Ainda assim, o rigor da geometria do quadro revela-se mais solto e a câmera move-se mais em Casa de Lava do que em outra obras do realizador, com travellings variados e algumas panorâmicas.

### Continuidade artística
Cheia de rostos marcantes, paisagens, música da ilha e poesia visual e verbal, Casa de Lava foi uma transição crucial na carreira de Pedro Costa e teria um impacto em quase toda a sua filmografia desde então. A sua noção de antropologia visual (trabalhada em Portugal por António Reis e Margarida Cordeiro, entre outros), já está muito presente neste filme. Durante a rodagem em Cabo Verde, vários habitantes locais entregaram cartas ao realizador, pedindo-lhe que as fizesse chegar aos seus familiares e amigos imigrados em Lisboa. Esta foi a porta de entrada para a realização dos seus filmes seguintes, a Trilogia das Fontaínhas (Ossos, No Quarto da Vanda e Juventude em Marcha) e seus adendos posteriores. Ao regressar a Portugal, Costa deslocou-se ao Bairro das Fontaínhas para apresentar-se à diáspora cabo-verdiana e entregar as cartas e presentes. Em entrevista a Jean-Pierre Gorin, admitiu ter-se encantado com o ambiente, os seus cheiros e sensações (que apelidou de picante) do Bairro.
Em Casa de Lava há uma quantidade de referências (por exemplo, a carta de amor Nha cretcheu com o verso "Gostava de te oferecer cem mil cigarros") que aqui se prefiguram e serão depois liminarmente repetidas ou re-enunciadas noutros filmes. Leão é também um precursor da personagem icónica do cinema de Costa, Ventura, com quem compartilha uma profissão e um passado.

## Distribuição
Casa de Lava foi selecionado para edição de 1994 do Festival de Cinema de Cannes, onde estreou na secção Un certain regard a 5 de maio. Em Portugal, o filme estreou a 10 de fevereiro de 1995, no Cinema King (Lisboa), distribuído pela Atalanta Filmes. Em França, estreou comercialmente a 15 de março de 1995, pela Gémini Fims.
A longa-metragem foi editada pela Atalanta Filmes, em VHS em 1995, e DVD em 2004. A 29 de setembro de 2012, uma restauração digital em HD do filme foi editada pela Second Run, e distribuída pela Grasshopper, nos Estados Unidos da America. Esta versão restaurada foi exibida no ICA de Londres, a 30 de setembro desse ano, numa sessão com Pedro Costa.
O filme está também disponível no canal da The Criterion Collection.
O livro Casa de Lava - Caderno de Pedro Costa foi lançado na Babel Cinemateca, numa sessão com a presença de Víctor Erice e Pedro Costa, a 13 de setembro de 2013, organizada pela Pierre von Kleist Editions.

### Festivais
O filme percorreu um circuito de Festivais internacionais de cinema, dos quais se destacam os seguintes:
- Festival de Cinema de Cannes (França, 5 de maio de 1994).[4]
- Festival Internacional de Cinema de Salónica (Grécia, novembro de 1994).[37]
- Entrevues Belfort, Festival International du Film (França, 1994).[1]
- Taormina Film Fest (Itália, 1994).[38]
- Festival de Cinema de Gotemburgo (Suécia, 4 de fevereiro de 1995).
- 18ª Mostra Internacional de Cinema de São Paulo (Brasil, outubro de 1996).[39]
- Festival Internacional de Cinema de Moscovo‎ (Rússia, 1996).
- Festival Internacional de Cinema Independente de Buenos Aires (Argentina, 20 de abril de 2002).

## Receção

### Crítica ao filme
Ao longo da carreira de Pedro Costa, Casa de Lava seria revisto múltiplas vezes e frequentemente considerado em conjunto com a filmografia do realizador. Em 2007, no seu ensaio para o Chicago Reader, o cinéfilo Jonathan Rosenbaum considerava este o mais forte filme de Costa, nomeadamente pelo dilema que coloca à protagonista, e ao próprio realizador "de como alguém pode se comportar de maneira honrosa ou útil dentro de um cemitério, uma antiga colónia de escravos". Manish Agarwal (The Quietus) caracteriza a longa-metragem de "Improvisada com alma, mas nunca exagerada", acrescentando que Casa de Lava intriga enquanto "um mistério elíptico repleto de paixões conflitantes; uma meditação auto-reflexiva sobre colonialismo e identidade (...); para não mencionar um filme de cabeça ricamente colorido abençoado por uma luz natural deslumbrante e alguns quadros noturnos profundamente satisfatórios". Jake Cole escreve para a Slant magazine que as competências do realizador irão melhorar nas suas obras seguintes, "no entanto, mesmo aqui, os dons e a ambição de Costa podem ser vistos claramente, e o poder hipnótico duradouro do filme torna-o uma entrada crucial em sua filmografia".
Também a crítica lusófona teceu elogios à obra. Fernando Oriente (Tudo vai bem) destaca como o realizador "faz com se sinta o tempo, seus efeitos, o que já passou e o que está por vir, tudo compreendido dentro do tempo presente que Costa eleva a infinitas possibilidades dentro de cada plano. Numa recensão para a ESCS Magazine, Tomás H. Santos caracteriza Casa de Lava de "pintura naturalista, salpicada com a tinta preta de que são feitos os caixões, por sua vez restos de lava solidificada e presa nas memórias do dia de ontem. Costa é o artista e a ilha é a sua musa". João Dumans (Revista Cinética) destaca a mise en scène de Costa: "orienta-se com frequência pela articulação de uma série de pequenos encontros, de coincidências de vidas no tempo e no espaço, que fazem circular entre os personagens ("ficcionais" ou não) a energia vital que anima suas imagens". Com uma opinião mais moderada, Hugo Gomes (C7nema) defende que "em Casa de Lava sentimos o desapontamento, sentimento esse, derivado da renegação do autor à arte do storytelling. O paradoxismo dos diálogos, algo que já havia sido notado em O Sangue, mas que fora fincado nesta nova jornada, e a narrativa que se perde nos impasses, esses mesmos em consequência dos devaneios artísticos impostos por Costa, ou talvez o pouco rigor com que consegue abordar o seu redor com lucidez".

### Crítica ao caderno
Tim Clark elegeu Casa de Lava – Caderno de Pedro Costa o oitavo melhor livro de 2013, caracterizando-o de "quadro de sensações estéticas". Tânia Cypriano (Bomb magazine) aprecia como o livro "é estruturado associativamente, como um poema" e acrescenta, referindo-se às imagens, que "Algumas são difíceis de olhar; são lembretes vívidos de coisas em que preferimos não pensar: solidão, doença, dor, desespero, medo. Ao revisitá-las, porém, as imagens passam a complementar-se e comunicar-se". Javier H. Estrada escreveu uma crítica para Cuadernos de Cine, na qual elogiou este método de trabalho de Pedro Costa: "A sua brutal reflexão sobre a ferida do passado colonial permite-nos certificar algo que já suponhamos. O seu cinema parte da selvagem erupção de elementos da mais variada natureza". Patrick Holzapfel (Jugend ohne Film) defende que se pode provar o filme ao segurar e folhear o caderno: "Você tem a sensação de que um vento está a soprar neste livro. Ele conecta paisagens, pessoas e a realização de um filme".

### Premiações
Apresentam-se de seguida as nomeações e premiações de Casa de Lava:
| Ano  | Premiação                            | Categoria                                                 | Trabalho                   | Resultado | Ref.   |
| ---- | ------------------------------------ | --------------------------------------------------------- | -------------------------- | --------- | ------ |
| 1994 | Festival de Salónica                 | Prémio Alexandre de honra à melhor contribuição artística | Pedro Costa                | Venceu    | [ 37 ] |
| 1994 | Festival de Belfort, Entrevues       | Grande prémio ao melhor filme estrangeiro                 | Casa de Lava, Paulo Branco | Venceu    | [ 1 ]  |
| 1994 | Taormina International Film Festival | Caribdis dourado                                          | Pedro Costa                | Venceu    | [ 38 ] |
| 1996 | Globos de Ouro, SIC                  | Melhor atriz                                              | Inês de Medeiros           | Indicado  |        |
| 1996 | Festival de Moscovo                  | Prémio Especial do Júri, The Faces of Love                | Casa de Lava, Paulo Branco | Venceu    | [ 37 ] |